# Zuschreibung (Rechnungswesen)
Zuschreibung ist im Handels-, Bilanz- und Steuerrecht die Erhöhung des Buchwerts eines Vermögensgegenstandes gegenüber dem vorangegangenen Geschäftsjahr aufgrund einer eingetretenen Werterhöhung. Technisch wird der im Vorjahr gewählte Buchwert im laufenden Geschäftsjahr an den höheren Wertansatz angepasst. Komplementärbegriff ist die Abschreibung.

## Allgemeines
Bilanzierte Vermögensgegenstände behalten oftmals nicht den Wert, der ihnen bei ihrer Anschaffung oder Herstellung beigemessen wurde. Vielmehr können während ihrer Nutzung im Unternehmen Wertänderungen eintreten. Negativen Wertveränderungen ist mit Abschreibungen Rechnung zu tragen. Treten hingegen Wertsteigerungen ein, bspw. Steigerungen des Marktpreises (bei börsennotierten Wertpapieren bspw. des Börsenkurses), so ist ggf. in Übereinstimmung mit den jeweiligen Rechnungslegungsvorschriften eine Zuschreibung vorzunehmen.
Von Zuschreibungen zu unterscheiden sind Wertänderungen aufgrund von substanziellen Änderungen an dem Vermögensgegenstand bspw. durch nachträgliche Umbauten und Erweiterungen. Auch die nachträgliche Aktivierung von Komponenten, die ursprünglich als Aufwand verbucht wurden, ist von der Zuschreibung zu unterscheiden.

## Regelungen in Deutschland

### Zuschreibung
Nach deutschem Handels- und Steuerbilanzrecht sind Zuschreibungen über die (fortgeführten) Anschaffungs- oder Herstellungskosten hinaus untersagt (§ 253 Abs. 1 Satz 1 HGB). Dies ergibt sich aus dem strengen Realisationsprinzip. Deshalb ist die Zuschreibung materiell auf die Aufhebung früherer Abschreibungen begrenzt (Wertaufholung).
Durch das BilMoG wurde im Mai 2009 für alle Rechtsformen grundsätzlich ein Wertaufholungsgebot im Anlage- und Umlaufvermögen geschaffen (§ 253 Abs. 5 Satz 1 HGB). Unter Wertaufholungsgebot ist der gesetzliche Zwang zu verstehen, dass bei bestimmten Vermögensgegenständen rechtsformunabhängig eine Buchwerterhöhung gegenüber dem vorherigen Bilanzansatz vorgenommen werden muss, wenn die Börsenkurse oder Marktpreise nach einer vorher vorgenommenen außerplanmäßigen Abschreibung wieder gestiegen sind. 
Steuerrechtlich ist in § 6 Abs. 1 Nr. 2 EStG ebenfalls ein Wertaufholungsgebot enthalten. Wirtschaftsgüter, die bereits am Schluss des vorangegangenen Wirtschaftsjahres zum Anlagevermögen des bilanzierenden Steuerpflichtigen gehört haben, sind in den folgenden Wirtschaftsjahren zu fortgeführten Anschaffungs- oder Herstellungskosten anzusetzen, es sei denn, der Steuerpflichtige weist nach, dass ein niedrigerer Teilwert angesetzt werden kann. Fällt der Grund für eine Wertminderung später weg, ist die Abschreibung durch eine Wertaufholung bis zur Höhe der Anschaffungskosten steuererhöhend wieder rückgängig zu machen (§ 6 Abs. 1 Nr. 1 Satz 4 EStG).
Die Wertaufholung ist für alle Unternehmen vorgeschrieben, wodurch das bilanzpolitische Gestaltungspotenzial verringert werden soll. Für Kapitalgesellschaften hat sich durch das BilMoG nichts verändert, weil der – nunmehr weggefallene - § 280 HGB a.F. bereits ein Wertaufholungsgebot enthielt. Die Einführung des Wertaufholungsgebots (§ 6 Abs. 1 Nr. 2 Satz 3 i. V. m. § 6 Abs. 1 Nr. 1 Satz 4 EStG) anstelle des bis Mai 2009 bestehenden Bewertungswahlrechts war weder in sachlicher noch in zeitlicher Hinsicht willkürlich, und zwar auch insoweit nicht, als davon Wertzuwächse aus der Zeit vor der Gesetzesänderung erfasst werden; deshalb hält der BFH das heutige Wertaufholungsgebot für verfassungsgemäß.
Vom Wertaufholungsgebot ausgenommen bleibt einzig der entgeltlich erworbene Firmenwert nach § 253 Abs. 5 Satz 2 HGB; er ist sogar mit einem Wertaufholungsverbot belegt. Der derivative Firmenwert ist nach § 246 Abs. 1 Satz 4 HGB aktivierungspflichtig, sodass sich die Frage stellt, wie sich Wertveränderungen auf die bilanzielle Behandlung dieses Vermögensgegenstandes auswirken. Steuerlich ist nach einer Teilwertabschreibung grundsätzlich zwingend eine Wertaufholung vorzunehmen. Handelsrechtlich gibt es nun ein Wertaufholungsverbot bei entgeltlich erworbenem Firmenwert; nach dem Maßgeblichkeitsprinzip dürfte es auch steuerlich beim Wertaufholungsverbot bleiben.

### Kreditinstitute
§ 340c HGB schafft – entgegen dem ansonsten im Bilanzwesen geltenden Bruttoprinzip – für Kreditinstitute eine Verrechnungsmöglichkeit für Erträge aus Zuschreibungen und Aufwendungen aus Abschreibungen sowohl im Handelsbuch (§ 340c Abs. 1 HGB; Saldierungszwang) als auch im Anlagebuch (§ 340c Abs. 2 HGB; Saldierungswahlrecht). Hierdurch entsteht gegenüber Nichtbanken eine geringere Transparenz durch die eingeräumte Saldierungsmöglichkeit.

### Folgen
Die kumulierten Abschreibungen aus Vorjahren sind im Sachanlagevermögen um die Zuschreibungen des Vorjahres zu mindern. Soweit es zu Wertaufholungen gekommen ist, werden die steuerlichen Auswirkungen nicht realisierter Verluste rückgängig gemacht. Zuschreibungen führen wie ihr Pendant Abschreibungen zu Ertragswirkungen. Nach § 275 Abs. 2 Nr. 4 HGB entstehen bei Zuschreibung automatisch „Erträge aus Zuschreibungen“, die am Bilanzstichtag unter „sonstige betriebliche Erträge“ auszuweisen sind. Sie erhöhen den Jahresüberschuss oder mindern einen Verlust. Diese Erträge sind weder durch das operative Geschäft entstanden noch realisiert. Deshalb erlaubt der Gesetzgeber eine Ausschüttungssperre bei Aktiengesellschaften und KGaA (§ 58 Abs. 2a AktG) und bei der GmbH (§ 29 Abs. 4 GmbHG), um zu verhindern, dass unrealisierte Buchgewinne aus Wertaufholungen an die Gesellschafter ausgeschüttet werden. Damit kann bei allen Kapitalgesellschaften mit Zustimmung des Aufsichtsrats eine Ausschüttungssperre für Erträge aus Zuschreibungen beschlossen werden.

## International Financial Reporting Standards
Nach IFRS können oder müssen Zuschreibungen auf aktivierte Vermögenswerte je nach Sachverhalt ggf. auch über die historischen Kosten hinaus vorgenommen werden. Dies ist immer dann der Fall, wenn Vermögenswerte mit dem beizulegenden Zeitwert Fair Value bilanziert werden. Erfolgt eine Fair-Value-Bilanzierung nach der Neubewertungsmethode (revaluation model), so sind Zuschreibungen über die historischen Kosten hinaus erfolgsneutral im Eigenkapital gegenzubuchen, so dass also die Erfolgsrechnung (zunächst) nicht berührt wird. Bei Anwendung der Fair-Value-Methode (fair value model), auch als Full Fair Value Accounting bezeichnet, sind auch Zuschreibungen über die historischen Kosten hinaus sofort erfolgswirksam zu erfassen. 
Bei Positionen, die mit (fortgeführten) Anschaffungs- oder Herstellungskosten bilanziert werden, dürfen keine Zuschreibungen über diese hinaus vorgenommen werden. Hier entspricht die Vorgehensweise also jener in der deutschen handelsrechtlichen Rechnungslegung.
Nach IFRS existiert ein generelles Wertaufholungsgebot.